# Enis Destan
Enis Destan (ur. 15 czerwca 2002 w Izmirze) – turecki piłkarz występujący na pozycji napastnika w Trabzonsporze.

## Kariera klubowa
Profesjonalne treningi rozpoczął w 2012 roku w klubie Fikri Altay Spor Kulübü z rodzinnego Izmiru. Rok później przeniósł się do akademii Altınordu FK. 17 lipca 2020 rozegrał pierwszy mecz na poziomie seniorskim przeciwko Menemen FK (1:1) w TFF 1. Lig. W sezonie 2020/21 rozegrał 26 spotkań i zdobył 12 goli, będąc najskuteczniejszym strzelcem w zespole. Z Altınordu dotarł do finału play-off o awans do Süper Lig, w którym jego klub uległ 0:1 Altay SK.
W styczniu 2022 roku Destan został za kwotę 600 tys. euro kupiony przez Trabzonspor, z którym podpisał czteroipółletni kontrakt. 9 lutego 2022 zadebiutował w meczu Pucharu Turcji z Denizlisporem (2:1). W sierpniu tego samego roku wypożyczono go na 10 miesięcy do Warty Poznań. 7 sierpnia zadebiutował w Ekstraklasie w przegranym 1:2 spotkaniu z Pogonią Szczecin. 3 października 2022 w meczu przeciwko Śląskowi Wrocław (2:0) zdobył swoją jedyną bramkę w polskiej lidze. Łącznie w sezonie 2022/23 rozegrał 21 spotkań i strzelił 1 gola.

## Kariera reprezentacyjna
W marcu 2021 roku rozpoczął grę w reprezentacji Turcji U-21. Wystąpił w kwalifikacjach Mistrzostw Europy 2023, w których zaliczył 8 spotkań i zdobył 2 bramki. 
W marcu 2021 roku otrzymał od Şenola Güneşa pierwsze powołanie do seniorskiej reprezentacji Turcji na mecz eliminacji Mistrzostw Świata 2022 z Łotwą (3:3), w którym nie wystąpił.